# Reformationen

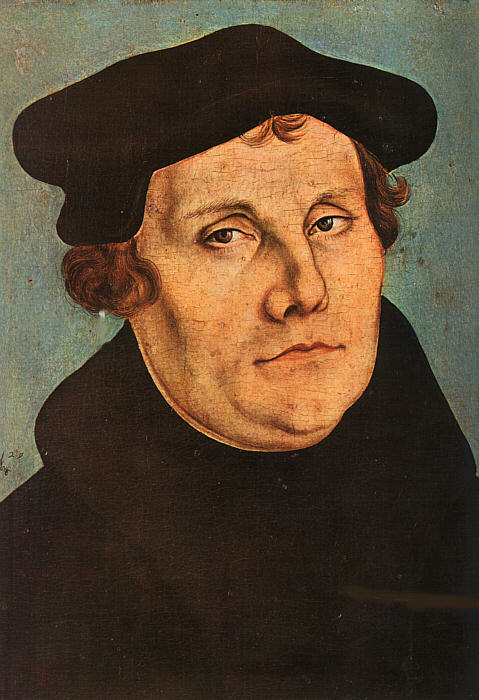
Lucas Cranach den äldres Porträtt av Martin Luther (1483–1546). Målad 1529 och utställd på Uffizierna.

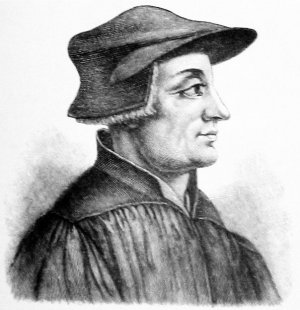
Huldrych Zwingli (1484–1531).

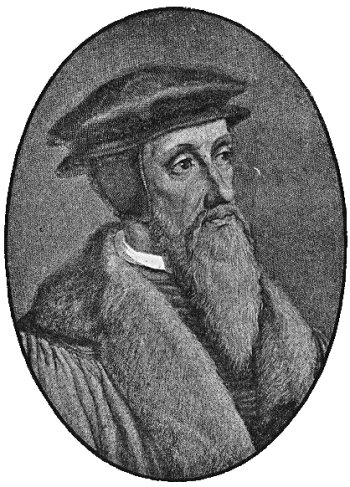
Jean Calvin (1509–1564).

Reformationen är de rörelser inom den västerländska kristendomen som pågick under flera hundra år med början under 1200-talet och som fick till följd att olika protestantiska eller reformatoriska samfund, såsom den lutherska, den reformerta och den anglikanska kyrkan samt radikal-reformatoriska grupper såsom anabaptisterna och unitarierna på 1500-talet knoppades av från  Romersk-katolska kyrkan. Ordet reformation kommer från latinets reformatio som betyder "återge något dess ursprungliga form", ’förnya’ eller ’ge ny form’.

## Bakgrund
Orsakerna till reformationen är många. Den katolska kyrkan hade på sina håll förfallit. Renässanspåvarnas vandel påminde stundtals mera om de världsliga furstarnas än om det för andliga ledare passande. Inte sällan påverkade världsliga intressen biskopsutnämningarna samtidigt som alltför många biskopar begagnade sig av sin ställning för att gynna släkt och vänner.
Reformationen påbörjades som en process inom kyrkan vars avsikt var att reformera och ombilda kyrkan till något mer äkta och ursprungligt. Den började under andra hälften av 1200-talet men nådde sin kulmen först 250 år senare. Det som börjat som något internt hade då förvandlats till en splittring, där delar av den kristna kyrkan brutit helt med påvedömet. En viktig person inom reformationen var John Wycliffe, som lärde att kyrkans ritualer var formella och tomma och att frälsning var individuellt mellan varje person och Gud, samt översatte bibeln från latin till engelska. Wycliffes åsikter influerade den från Prag härstammande Jan Hus, som kritiserade kyrkans förmögenhet men brändes på bål för kätteri 1416 och blev martyr.
Samtidigt utmanade renässanshumanismen de medeltida auktoriteterna.[källa behövs] Erasmus av Rotterdam häcklade vad han beskrev som missbruk i kyrkans liv och vidskepelse i folktron. Han hävdade vidare att en återgång till evangeliet var nödvändigt.[källa behövs]
Det förekom flera förebådande rörelser och personligheter, bland andra Jan Hus i Böhmen och Girolamo Savonarola i Florens men även inom ordensväsendet rådde på sina håll oro, särskilt bland predikarordnarna. De ekonomiska och politiska orsakerna var naturligtvis också viktiga. Kungar och furstar kunde genom reformationen överta kyrkans egendom. En växande kungamakt såg heller inte alltid med blida ögon på kyrkomännens (eller för den delen adelns) konkurrerande maktställning.
Det folkliga mottagandet av reformationens idéer såg mycket olika ut. Framförallt var det reformatorernas angrepp på klostren, som stod för mycket av välgörenheten och utbildningen och liturgin som på många håll rönte utomordentligt hårt motstånd. Jämför reformationen i England eller, i Sverige, Dackeupproret som tvingade Gustav Vasa att åter tillåta mässan på latin. Länge rådde för övrigt en förvirrad bild av skillnaderna i lära, eftersom reformatorerna långt ifrån alltid var ense i lärofrågor och sedan införde de nya lärorna olika snabbt. På flera håll utfästes uttryckliga löften om att tron inte skulle ändras samtidigt som steg vidtogs just för att införa reformerade läror. Först mot slutet av 1500-talet, med Uppsala möte 1593, kan man till exempel i Sverige tala om en klart utkristalliserad, från romersk-katolsk tro slutligt avskild svensk kyrka. Likväl fortsatte runtom i landet folkligt omfattande vallfärder en bit in på 1800-talet.

## Martin Luther
Den katolska kyrkans viktigaste kyrkobyggnad var Peterskyrkan, som på 300-talet uppfördes på aposteln Petrus grav i Rom. Omkring år 1500 beslöt kyrkans påvar att Peterskyrkan skulle ersättas med en ännu ståtligare kyrka, dagens Peterskyrka. Arbetet med att bygga den påbörjades 1506 men kostnaderna blev så stora att de inte kunde bekostas av påvens allmänna intäkter. För att få in de medlen som behövdes, började påven att utfärda avlatsbrev i stor skala. Dessa gav köparen rätt att välja biktfader och av honom efter ånger och bikt få absolution och full avlat. En av de mest nitiska försäljarna var den tyske dominikanmunken Johann Tetzel, som sålde avlatsbrev i universitetsstaden Wittenberg. Hans reklamslogan ska ha varit: "När mynten i kistan klingar, sig själen ur skärselden svingar."[källa behövs] Han hade stor framgång men många ondgjorde sig över honom. En av dem var augustinmunken Martin Luther som var professor i teologi vid universitetet och hade överinseende över flera kloster tillhöriga hans orden.
I oktober 1517 presenterade Luther 95 teser mot avlatshandeln. Enligt sägnen skedde detta genom att han en natt spikade upp dessa på slottskyrkodörren i Wittenberg, vilket dock saknar stöd i modern forskning. Vidare kom Martin Luther att hävda att människan blir rättfärdig enbart genom tro och inte genom gärningar. Dessutom menade han att enbart Bibeln var bindande för kyrkan och avvisade därmed läror och bruk som han inte kunde finna stöd för i Bibeln. Han betonade även det allmänna prästadömet, avvisade transsubstantiationsläran och mässofferläran, förkastade klosterlivet, reducerade antalet sakrament till tre (senare två) och kallade påven för antikrist.
1520 utfärdade påven Leo X en bulla som sändes till Martin Luther och som han förväntades rätta sig efter, men Luther brände den offentligt och blev 1521 exkommunicerad och senare genom ediktet i Worms förklarad fredlös. Martin Luther beskyddades dock av kurfursten av Sachsen, Fredrik III, som lät honom bo i slottet Wartburg. Under sin tid där översatte Martin Luther (dock inte ensam) Nya Testamentet till tyska och gjorde det därmed tillgängligt för allmogen.

## Huldrych Zwingli
I Zürich antogs 1523 ett reformprogram föreslaget av sekularprästen och humanisten Huldrych Zwingli. Han avfärdade användandet av bilder och musik i gudstjänsterna och Jesu närvaro i nattvarden. Han avskaffade dessutom altare och mässkläder och införde gudstjänster som enbart bestod av predikan och bön. Zwinglis lära kom att kännetecknas av ett mycket nära förhållande mellan kyrka och stat, så kallad teokrati.
Det som framför allt skiljde Zwingli från Luther var synen på nattvarden. Luther avfärdade i och för sig transsubstantiationsläran men hävdade bestämt att Jesus verkligen var närvarande i brödet och vinet (realpresens). Zwingli såg däremot nattvarden enbart som en minneshögtid. 1529 träffades de båda för samtal i Marburg men Luther ansåg Zwingli vara för radikal och de kunde inte komma överens om nattvarden.

### Anabaptister
Några av Zwinglis efterföljare företrädde en än radikalare form av förnyelse. De lärde bland annat att enbart vuxna skulle döpas och att dopet enbart var ett tecken på personlig överlåtelse till Kristus och inte ett sakrament. De protesterade mot statskyrkosystemet och förfäktade att medlemskap i en kyrka skulle ske enbart på frivillig basis.
Ytterligare bidrag till anabaptisternas lära gjordes av den före detta prästen Menno Simons som införde icke-våld och betonade att man skulle dra sig undan från samhället. Många av mennoniterna utvandrade till Amerika på grund av förföljelser.

## Jean Calvin
Juristen Jean Calvin publicerade 1536 i Basel Institutio religionis Christianae, efter att ha tvingats fly från sitt hemland Frankrike. Calvin anslöt sig till Martin Luthers lära om rättfärdiggörelse genom tro och Bibelns auktoritet men intog en ståndpunkt mellan Luther och Zwingli i nattvardsläran. Jean Calvin ansåg att Jesus inte var fysiskt närvarande i nattvarden men att det ändå skedde en andlig kommunion. Liksom Zwingli avfärdade han allt materiellt i gudstjänsterna men tillät sång och användandet av enkla kors (dock inte krucifix eller andra bilder).
Jean Calvin lärde även ut att Gud förutbestämt (predestinerat) vilka som skulle bli frälsta och vilka som inte skulle bli det. De utvalda skulle styra, inte bara över kyrkan, utan över hela samhället. Staden Genève blev modell för denna lära.

## Reformationen sprids
Vid riksdagen i Augsburg 1530 antogs den Augsburgska bekännelsen utarbetad av Melanchthon genom vilken de tyska furstarna markerade sin självständighet gentemot kejsaren. Det dröjde dock till 1555 innan Religionsfreden i Augsburg slutligt slog fast att varje furste hade rätt att själv bestämma vilken religionsriktning som skulle dominera hans område. Då hade i praktiken flera tyska furstar redan genomfört reformationen.
1526 hade Hans Tausen börjat sprida reformationen i Danmark, och vid riksdagen i Odense 1527 förklarades tillhörighet till protestantismen eller katolicismen vara en fri sak. Efter kröningen 1537 lät Kristian III utfärda en protestantisk kyrkoordning. På Island utnämndes 1540 en protestantisk biskop och 1552 fick landet en protestantisk kyrkoordning.
Genom Huldrych Zwinglis död 1531 stoppades reformationen i Schweiz, men den fick förnyad kraft med Jean Calvins uppträdande och landet fick en kyrka helt skild från staten. Kalvinismen spreds även till Frankrike, där 1500-talet kom att präglas av blodiga inbördesstrider mellan katoliker och protestanter. I Nederländerna kom protestantismen att bli en viktig politisk faktor i självständighetskampen mot Spanien.

### England
Henrik VIII av England bröt 1534 med påven och grep själv rätten att utnämna biskopar, vilket gjorde Engelska kyrkan självständig. Kungen blev genom den så kallade suprematiakten Engelska kyrkans överhuvud. Lojalitet med påven sågs som högförräderi. Tillsammans med Thomas Cromwell lät han stänga klostren och beslagta dess egendomar. Hans äldsta dotter Maria I var dock katolik och upphävde detta då hon besteg tronen. Hon lät avrätta många protestantiska ledare och fick därför öknamnet Bloody Mary. Den yngre dottern, Elisabet I, som var protestant, återinförde reformationen men sökte samtidigt finna en medelväg.

### Skottland
Protestantiska idéer spreds i Skottland från 1520-talet mot bakgrund av splittring inom kyrkan och förödelse under krig med England, samtidigt som det rådde misstro mot det katolska kungahuset på grund av dess beroende av det katolska Frankrike. Hemliga protestantiska predikanter skapade hemliga protestantiska församlingar som 1557 fick stöd av ett antal mäktiga protestantiska adelsmän som bildade Lords of the Congregation. 1559 intog dessa huvudstaden och 1560 sammankallade de det så kallade reformationsparlamentet, som antog en rad reformer som i praktiken bildade en ny skotsk kyrka under ledning av John Knox.

### Sverige
Gustav Vasa bröt 1524 med påven, och 1527 förklarade riksdagen i Västerås protestantism och katolicism som likvärdiga läror.